# Дочурка Груффало (фильм)
«Дочурка Гру́ффало» — короткометражный анимационный телефильм, продолжение фильма «Груффало». Снят по одноимённой детской книге, ставшей бестселлером в Великобритании и других странах.
Премьера фильма состоялась на Рождество, 25 декабря 2011 года, на канале BBC One, ровно через два года после показа первого фильма. Он снят другой парой начинающих немецких режиссёров, но на той же студии и с теми же продюсерами (Майкл Роуз и Мартин Поуп). Фильм озвучен актёрами, известными по первой части. Сохранена стилистика фильма «Груффало» (основанная на иллюстрациях Акселя Шеффлера), а также «обрамляющая» структура с рассказчицей-Белкой.

## Сюжет
Зимой бельчата видят на снегу следы и спрашивают у своей мамы, кто это: может быть, Груффало? Однако она говорит, что для Груффало следы маловаты, и рассказывает следующую историю.
Дочку Груффало всё время тянет в лес, и папа-Груффало говорит ей о том, что когда-то он встретил в лесу Мышонка — Огромного Ужасного зверя с длинным хвостом, горящими глазами и стальными усами. Однако это не испугало груффалёнка, и однажды зимой, когда папа уснул, она отправилась в лес. Встретив по очереди Змею (у которой длинный хвост), Сову (у которой жёлтые горящие глаза) и Лису (у которой есть усы), дочка Груффало убеждается, что это не Мышонок. В конце концов ей начинает казаться, что никакого Мышонка не существует.
В этот момент она встречает самого Мышонка, видит, что он очень маленький и решает его съесть. Однако он обещает ей показать того самого Огромного Ужасного зверя и залезает на куст орешника. Выходит луна, и огромная тень Мышонка напоминает то самое чудище. Дочка Груффало в ужасе убегает и возвращается в пещеру к папе.
Когда Белка заканчивает повествование, старший бельчонок показывает, как ловко он делает при помощи хвоста и лап «следы Груффало» на снегу.

## Роли озвучивали
- Хелена Бонэм Картер — Белка
- Робби Колтрейн — Груффало
- Ширли Хендерсон — дочка Груффало
- Том Уилкинсон — Лиса
- Джон Хёрт — Сова
- Роб Брайдон — Змея
- Джеймс Корден — Мышонок

## Награды и номинации
- 2013 — Международный фестиваль европейской анимации и телевизионных проектов в Кечкемете — приз лучшему телевизионному проекту[3]